# Solita (kommun i Colombia)
Solita är en kommun i Colombia.   Den ligger i departementet Caquetá, i den sydvästra delen av landet, 400 km söder om huvudstaden Bogotá. Antalet invånare är 9 134.